# Calliandra tweedii
Calliandra tweedii är en ärtväxtart som beskrevs av George Bentham. Calliandra tweedii ingår i släktet Calliandra och familjen ärtväxter. Inga underarter finns listade i Catalogue of Life.

## Bildgalleri

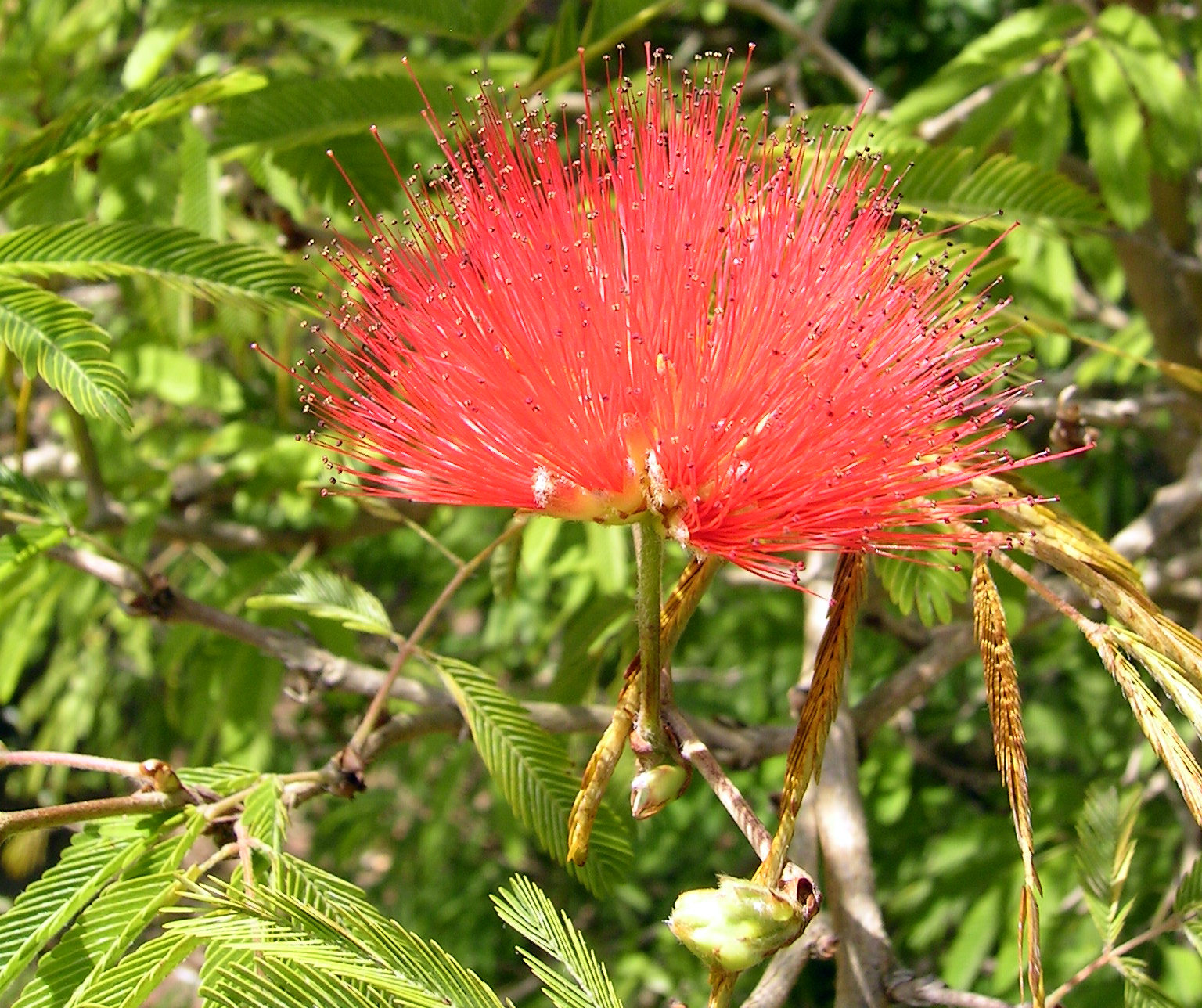
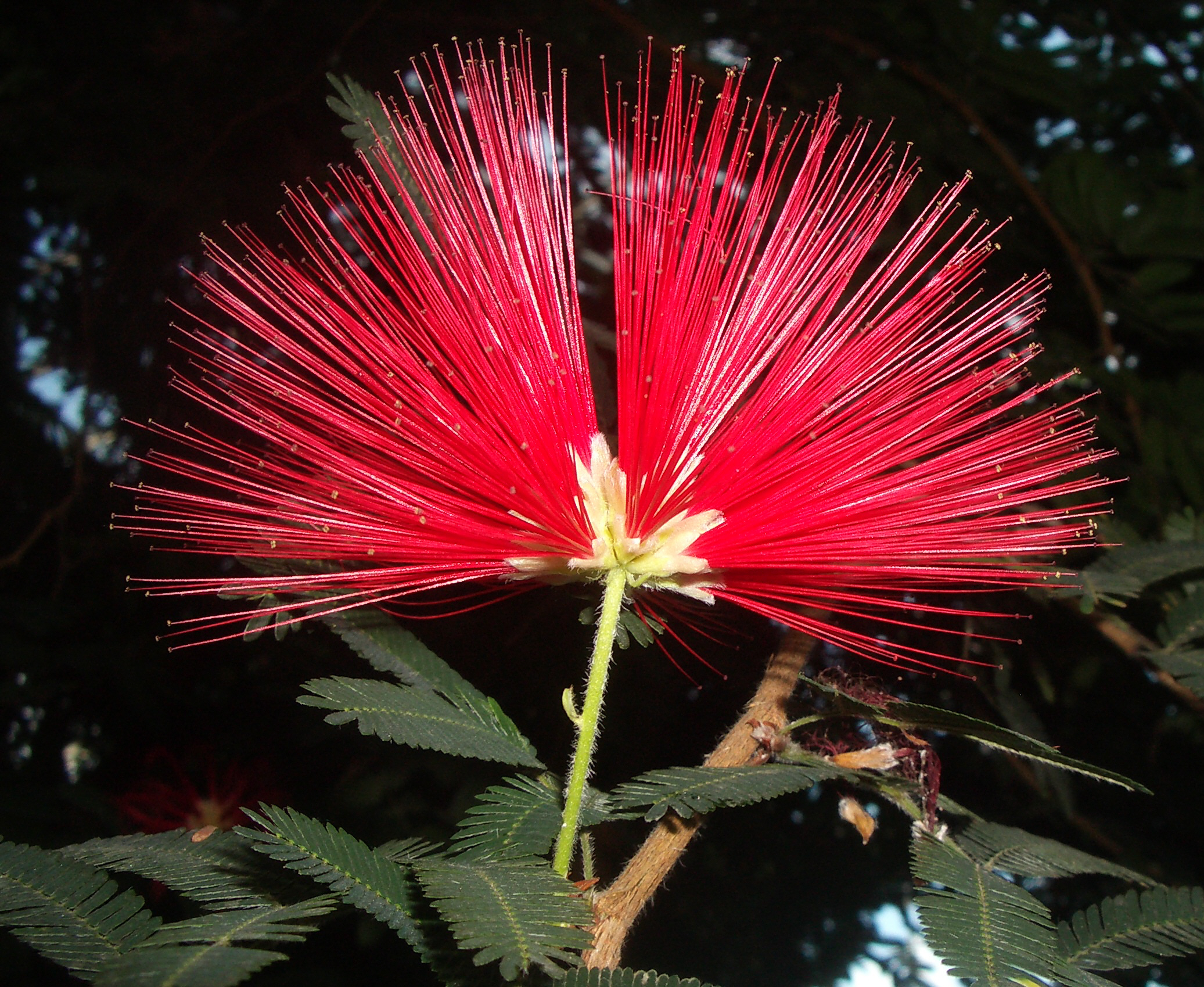
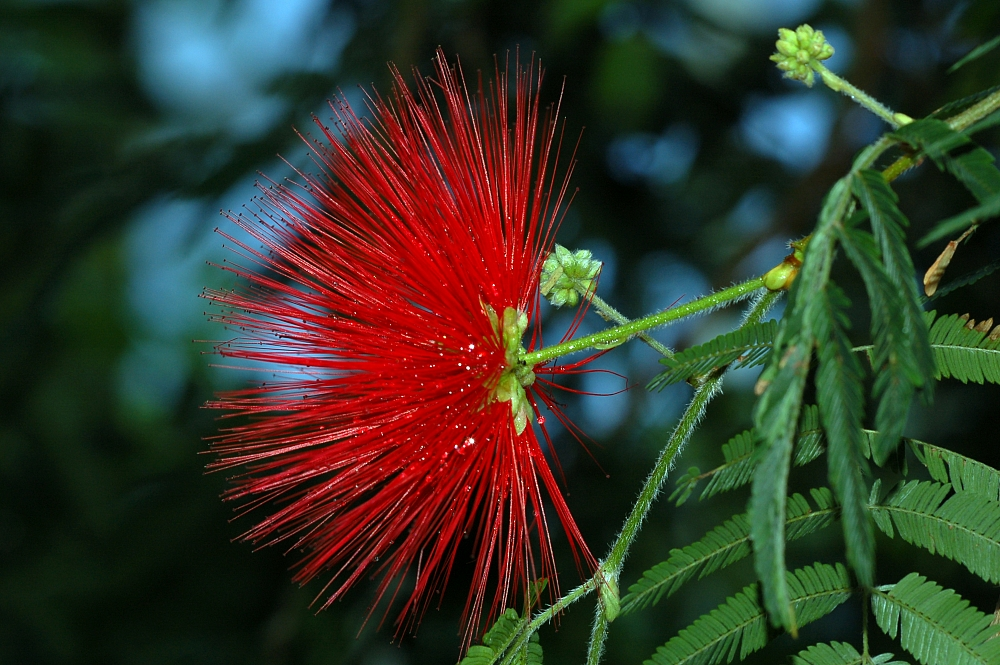
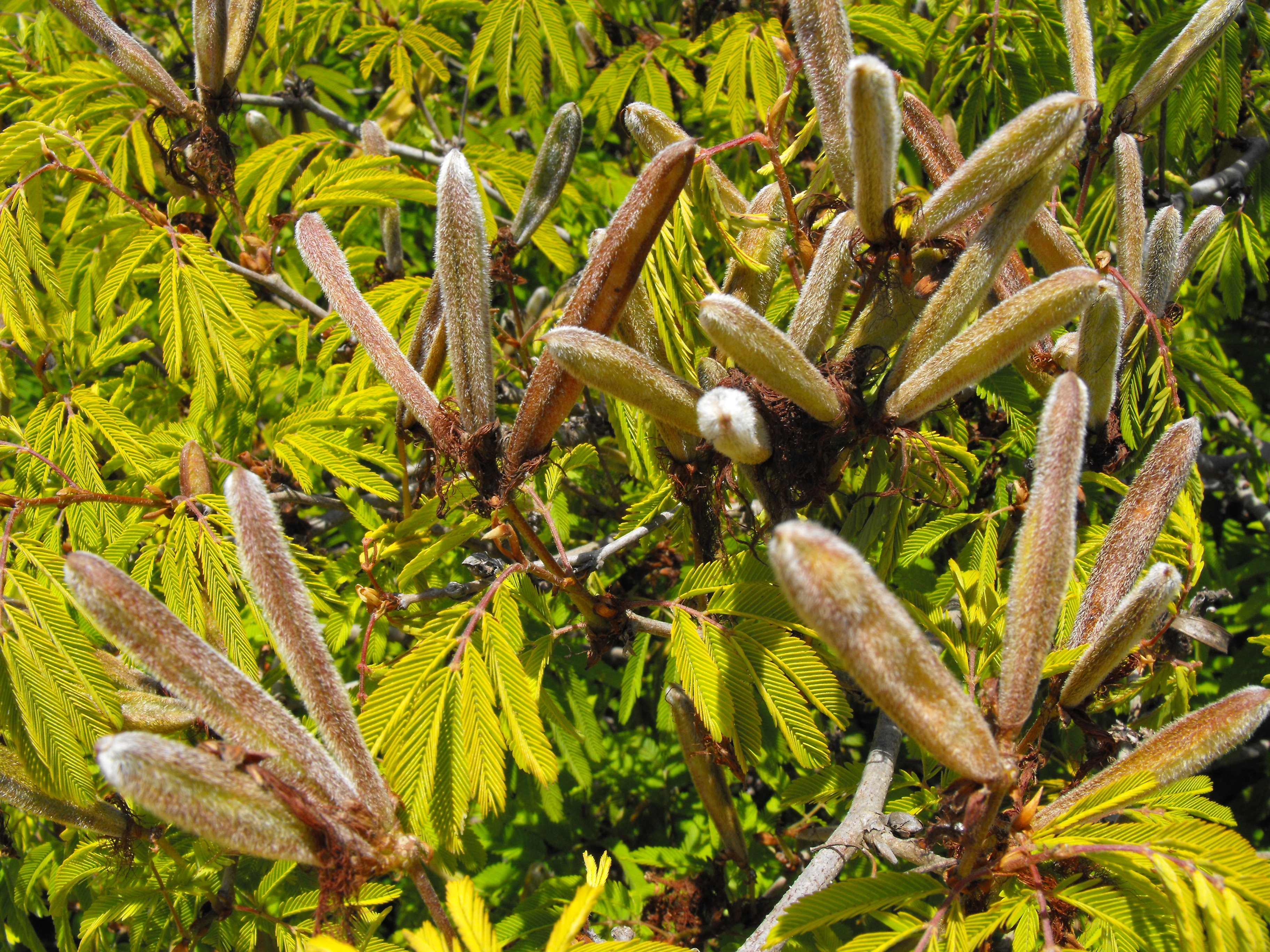
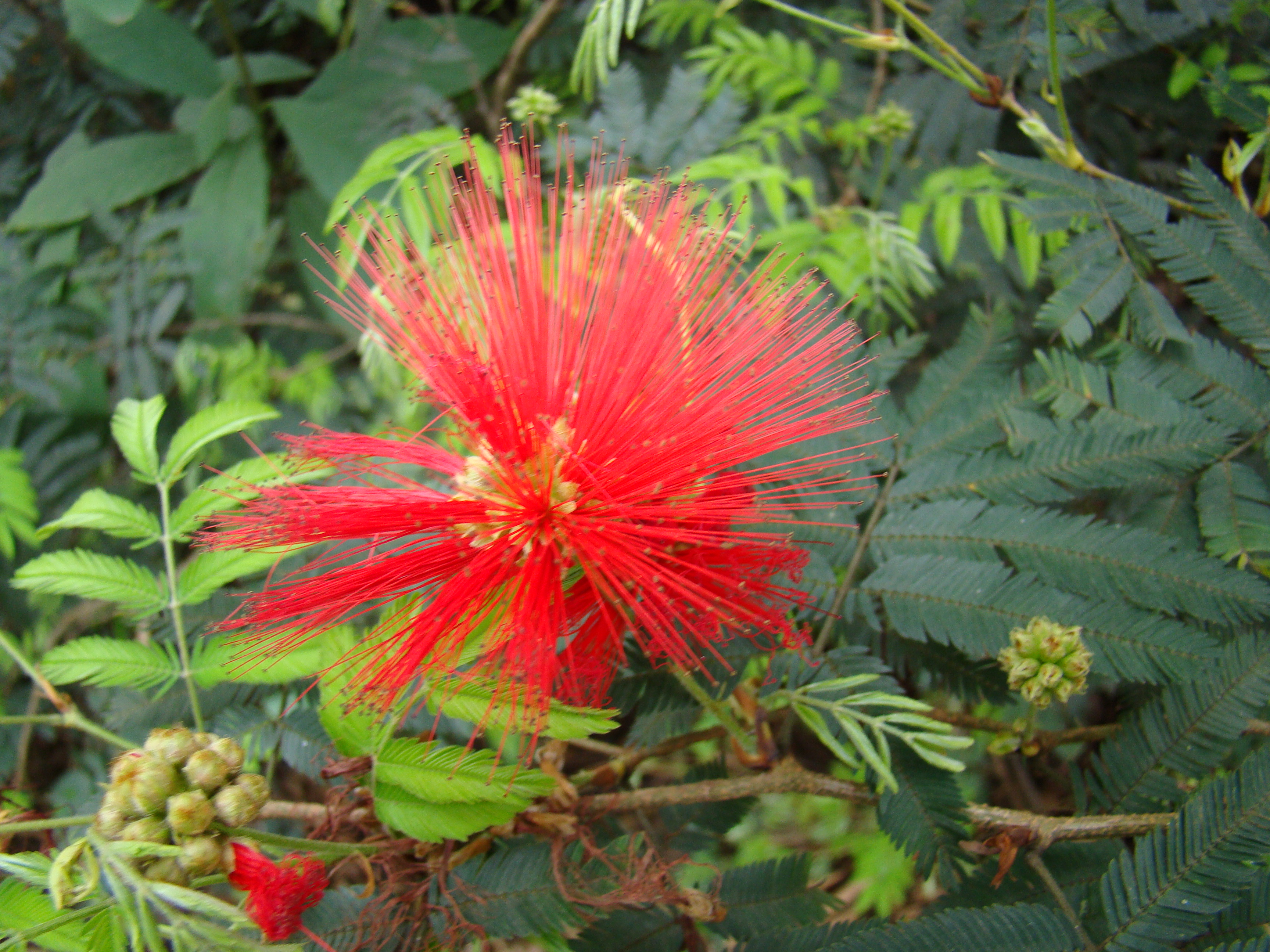
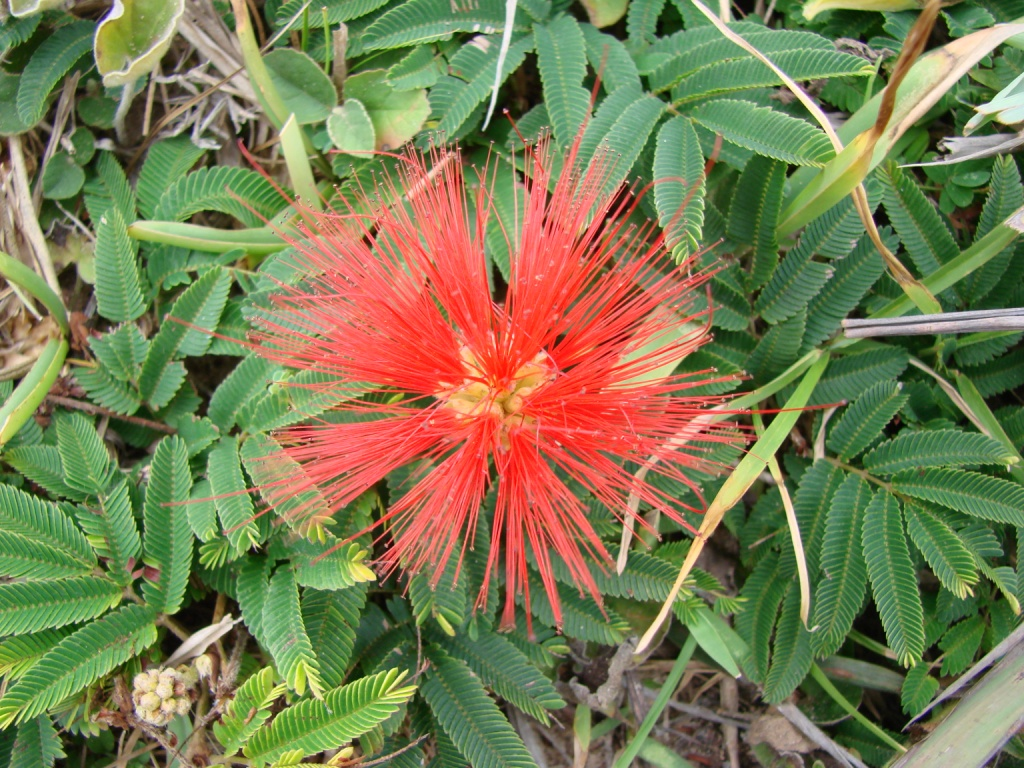